# Uppror (film)
Uppror (japanska: 上意討ち 拝領妻始末 Jōi-uchi: Hairyō tsuma shimatsu) är en japansk dramafilm från 1967 i regi av Masaki Kobayashi, med Toshiro Mifune, Yoko Tsukasa, Go Kato och Tatsuya Nakadai i huvudrollerna. Den utspelar sig under Edoperioden och handlar om hur en svärdsmästare hamnar i en blodig konflikt med sin feodalherre. Filmens förlaga är en roman av Yasuhiko Takiguchi.
Filmen hade reguljär biopremiär i Japan den 3 juni 1967. Den hade Sverigepremiär den 18 augusti 1969. Den tävlade vid filmfestivalen i Venedig 1967 där den tilldelades FIPRESCI-priset. I Japan fick den Kinema Junpos pris för bästa film, regi och manus.

## Medverkande
- Toshiro Mifune som Isaburo Sasahara
- Takeshi Kato som Yogoro
- Yoko Tsukasa som Ichi Sasahara
- Tatsuyoshi Ebara som Bunzo Sasahara
- Tatsuya Nakadai som Tatewaki Asano
- Michiko Otsuka som Suga Sasahara
- Tatsuo Matsumura som Lord Masakata Matsudaira
- Shigeru Koyama som steward Takahashi
- Masao Mishima som chamberlain Yanase
- Isao Yamagata som Shobei Tsuchiya
- Etsuko Ichihara som Kiku
- Jun Hamamura som Hyoemon Shiomi